# KeyMod
KeyMod — это система рельсового интерфейса для стрелкового оружия. Концепт был разработан компанией VLTOR Weapon Systems из Тусона, штат Аризона, и выпущен компанией Noveske Rifleworks из Грантс Пасс, штат Орегон, после чего стандарт был опубликована в открытом доступе и передан в общественное достояние для использования производителями аксессуаров к стрелковому оружию. Название «KeyMod» было придумано Эриком Кинцелом (в то время работавшим в VLTOR Weapon Systems) по аналогии с другими аксессуарами VLTOR: «Mod» означает модульность, а «Key» — замок, потому что форма гнезда напоминает замочную скважину.

## История
Компания VLTOR Weapon Systems ранее разрабатывала конструкцию, которая легла в основу системы KeyMod. Во время разработки первых прототипов к Эрику Кинцелу из VLTOR Weapon Systems обратился Джон Новеске из Noveske Rifleworks с предложением создать универсальную систему крепления аксессуаров. После непродолжительного сотрудничества, в ходе которого Тодд Кравчик из Noveske Rifleworks предложил усовершенствовать конструкцию запирающей\непроворачивающейся гайки для аксессуаров, Джон Новеске принял решение использовать систему KeyMod для серии цевий и аксессуаров NSR. Компания Accuracy International одновременно разрабатывала схожий стандарт крепления, о котором Кинцел не знал до момента публикации стандарта KeyMod.
Характеристики системы KeyMod были впервые опубликованы в июле 2012 года. Текущая редакция была выпущена в октябре 2012 года.
В 2017 году NSWC-Crane провели сравнительные испытания M-LOK и KeyMod для нужд USSOCOM. В кратком отчете указано, что при сопоставимых показателях прочности M-LOK значительно превосходит KeyMod в повторяемости установки аксессуаров, испытаниях на падение и предельную нагрузку.

## Описание
KeyMod — это открытый стандарт, выпущенный для использования и распространения в целях стандартизации систем крепления на рынке аксессуаров стрелкового оружия. Система KeyMod предназначена для крепления аксессуаров непосредственно на оружие. Аксессуарами могут являться крепления для фонарей, лазерные целеуказатели, прицелы, крепления прицелов, вертикальные рукоятки, переходники на планку Пикатинни, упоры для рук, баррикадные упоры и многое другое.
Цель состоит в том, чтобы устранить необходимость установки планок Пикатинни на всех сторонах цевья. Система KeyMod позволяет размещать переходники на планки Пикатинни на цевье там, где это необходимо, даже под углом 45°. Система KeyMod состоит из двух частей: гнезда KeyMod и гайки KeyMod. Гнездо представляет собой сквозное отверстие большего диаметра, переходящее в узкий паз. На тыльной стороне паза выполнена фаска, а большое отверстие имеет размер, подходящий для установки быстросъёмной антабки (диаметр около 9,6 мм).
Гайка ступенчатая, на конце стороны большего диаметра выполнена фаска под углом 270°. Часть гайки с фаской зацепляется за фаску на обратной стороне гнезда KeyMod. Часть гайки большего диаметра служит для выравнивания гайки в гнезде и совмещения аксессуара с гнездом KeyMod, что устраняет необходимость совмещения гаек с отверстиями перед установкой аксессуара. В большинстве аксессуаров гайка сразу затянута на винте, чтобы она не открутилась. Это предотвращает потерю мелких деталей (винтов, гаек или других мелких деталей, используемых при сборке аксессуара). Расстояние между гнёздами критически важно, и оно соответствует расстоянию стандарта MIL-STD-1913, чтобы обеспечить максимальную совместимость с существующими аксессуарами.
В характеристиках KeyMod описывается «лапа отдачи» на аксессуарах, которая должна упираться в край большого сквозного отверстия и предотвращать смещение аксессуаров под влиянием отдачи оружия. Сочетание скошенной поверхности гайки в пазе и лапы отдачи в сквозном отверстии KeyMod обеспечивает очень прочное крепление, которое не смещается при накате или откате подвижных частей оружия. Кроме того, наличие «лапы отдачи» обеспечивает превосходную повторяемость установки аксессуаров.

## Технические характеристики
Характеристики системы KeyMod были первоначально опубликованы компанией VLTOR Weapon Systems в виде свободно распространяемых чертежей. В связи с этим некоторые производители разработали собственные варианты системы, например, для использование гнезда в качестве крепления быстросъёмной антабки. Однако основные размеры интерфейса по-прежнему соответствуют характеристикам. Стремясь обеспечить постоянство и повторяемость размеров интерфейса, компания Bravo Company MFG в январе 2014 года выпустила набор чертежей для калибров KeyMod, которые позволяют проверять, что угол фаски соответствует 100°.
| - Чертежи гнезда KeyMod - Чертежи гайки KeyMod - Чертежи аксессуара с креплением KeyMod - Чертежи соединения гайки и винта KeyMod - Полный комплект чертежей в формате PDF |